# Cirio (Cabo Verde)
Cirio es una localidad caboverdiana del municipio de Porto Novo.

## Geografía
La localidad está situada en la isla Santo Antão.

## Organización territorial
La localidad abarca los lugares y barrios de:
- Chã de Alexandre
- Chã Manuel Inacio Frede
- Frede Cirio
- Frede e Ladeira de Frede
- Ladeira de Frede
- Ladeira Queimada
- Queimado Cirio
- Seladinho de Cirio
- Tapume